# Забродье (Новгородская область)
Забродье — деревня в Окуловском муниципальном районе Новгородской области, относится к Берёзовикскому сельскому поселению.

## Население
В 2002 — 23
| 2010 | 2012 |
| ---- | ---- |
| 29   | ↘23  |

## Географическое положение
Деревня расположена на Валдайской возвышенности, в 2 км к западу от озера Заозерье, в 3,7 км к северу от трассы Крестцы—Окуловка—Боровичи и озера Перетно, в 5 км к западу от деревни Заозерье, в 6 км к юго-западу от ж/д станции Заозерье, в 8 км к северо-западу от центра сельского поселения — села Берёзовик, в 13 км к северо-востоку от съезда «Малый Борок» с М11, и в 14 км к западу от города Окуловка.

## Археология
В районе озера Заозерье следы культур каменного века, есть также находки с V века, в 2007 году у Дорищ, Забродья и Снарево найдены керамика раннего железного века, относящаяся к дославянскому населению и древнейшему этапу славянского заселения района озера.

## История
В 1495 Забродье (7 дворов, 6 обеж) была монастырской деревней Хутынского монастыря, находилась в Полищском погосте Деревской пятины Новгородской земли.
В 1776—1792, 1802—1918 деревня Забродье находилась в Крестецком уезде Новгородской губернии. С начала XIX века — в образованной Заозерской волости Крестецкого уезда с центром в деревне Заозерье.
Из описания Заозерской сельской общины 1789 года следует, что крестьяне называли себя «экономическими». Это название отождествляется со словом «государственные». В старину они были подарены своими господами монастырю Варлаама Хуторинского, что в Новгороде; затем отобраны правительством, как они выражаются, «под экономию», отсюда название «экономические». Землей владеют по владенной записи.
До освобождения крестьян деревни Заозерье, Дорищи, Забродье, Наволок, Нездрино, Рашутино, Коржава, Мехновичи, Байва и несколько собственников, откупившихся от своих господ, составляли одно Забродское сельское правление. Забродское, Зацевское  и др. сельские правления составляли Ляховскую волость (Ляховы – деревня с 200 душ).
Забродье отмечено на картах Крестецкого уезда 1788(64-й, 65-й листы), Новгородского наместничества 1792, наполеоновской 1812, столистовой 1816, Новгородской губернии 1821 и 1843 , и Военно-дорожных карт Российской Империи 1829 и 1837. Встречается на специальной карте Западной части России Шуберта 1826—1840 годов
В 1908 в деревне Забродье было 56 дворов и 100 домов с населением 291 человек. Имелась часовня.
В 1918 центр Заозерской волости перемещён в Окуловку, а сама Заозерская волость — в образованный Маловишерский уезд Новгородской губернии. Образован Забродский сельсовет с центром в Забродье, включивший также деревни Дорищи, Заозерье, Мошниково, Борок. В 1924 Заозерская волость переименована в Окуловскую.
В 1927—1963 Забродский сельсовет находился в Окуловском районе. В 1963 Забродский сельсовет упразднён. В 1963—1965 Забродье — в Варгусовком сельсовете Окуловского сельского района. В 1965 Забродье и деревни бывшего Забродского сельсовета вошли во вновь образованный Берёзовикский сельсовет вновь образованного Окуловского района.

## Транспорт
Ближайшая ж/д станция «Заозерье» находится в 6 км от деревни Забродье.